# Ларин, Иван Васильевич (футболист)
Иван Васильевич Ларин (7 января 1926 — 1 ноября 1986) — советский футболист, нападающий и полузащитник, футбольный тренер. Мастер спорта СССР (1955), заслуженный тренер РСФСР.

## Биография
Воспитанник юношеской команды «Сталинец» (Москва).
В первые послевоенные годы выступал в классе «Б» за московские «Трудовые резервы».
В 1948 году перешёл в московский «Локомотив». Дебютный матч в классе «А» сыграл 2 мая 1948 года против киевского «Динамо». Первый гол в высшей лиге забил 22 августа 1948 года в ворота ленинградского «Зенита». В 1951 году играл в классе «А» за ВМС (Москва), а в 1952 году — в классе «Б» за эту же команду, переведённую в Ленинград. С 1953 года до конца карьеры в командах мастеров снова играл за «Локомотив».
Всего в высшей лиге сыграл 161 матч и забил 7 голов.
В 1957 году был играющим тренером коллектива физкультуры «Локомотив» (Бабушкин), затем возглавлял московские команды КФК «Вагоноремонт» и «Крылья Советов», а также клуб чемпионата Луганской области «Шахтёр» (Кадиевка).
Работу с командами мастеров начал в 1968 году в душанбинском «Энергетике» (позднее — «Памир»). Затем возглавлял «Уралмаш», «Нефтяник» (Фергана), «Спартак» (Орджоникидзе), «Волгарь», «Уралан».
Скончался 1 ноября 1986 года на 61-м году жизни.